# Mirkovice
Mirkovice (deutsch Mirkowitz) ist eine Gemeinde  in Tschechien. Sie liegt sechs Kilometer östlich von Český Krumlov und gehört zum Okres Český Krumlov.

## Geographie

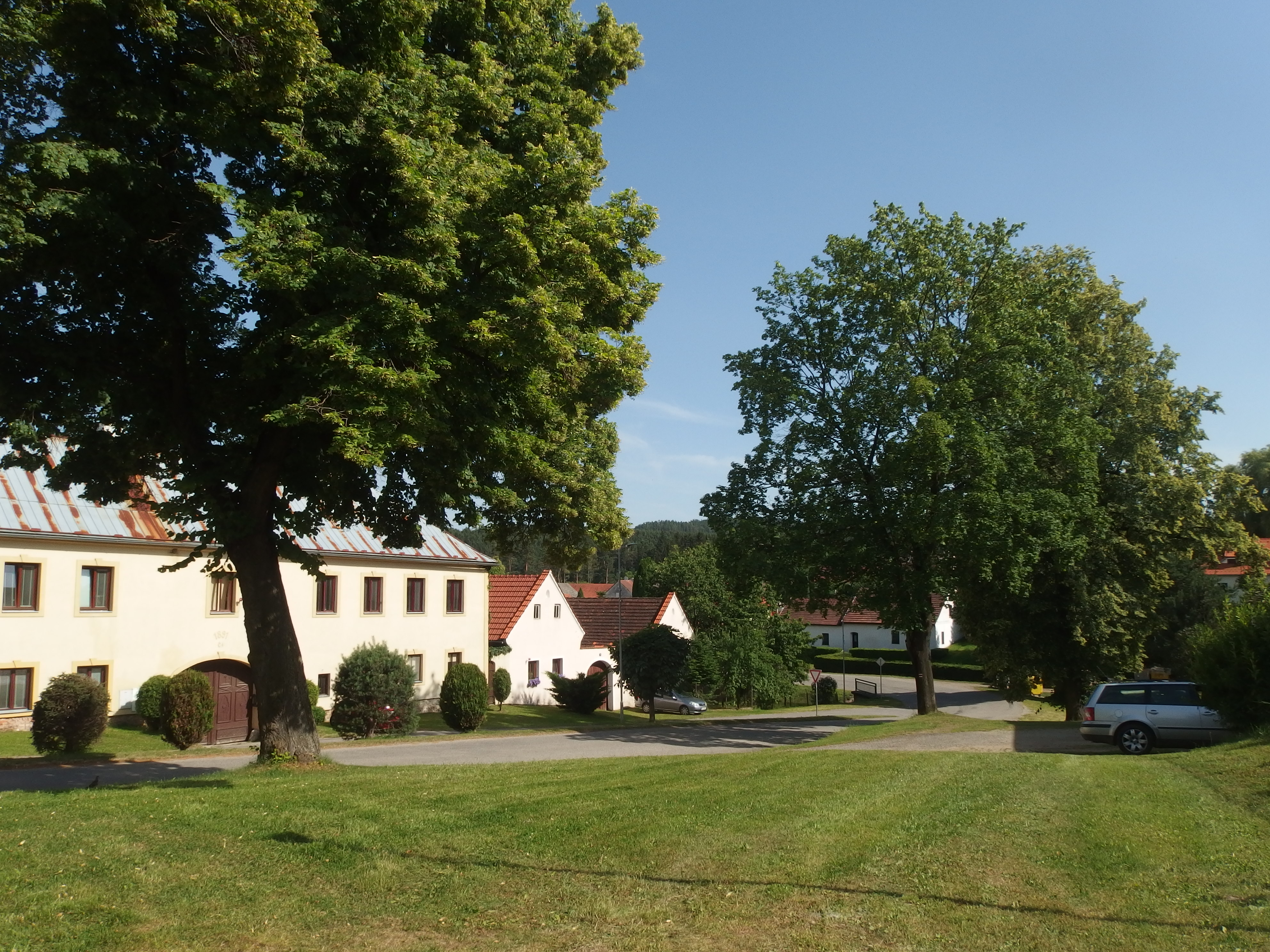
Mirkovice, Dorfplatz

Der Ort befindet sich in 540 m ü. M. am Nordrand der Poluška-Berge an der Einmündung des Mirkovický potok in den Jílecký potok. Durch Mirkovice führt die Staatsstraße 157 zwischen Český Krumlov und Besednice.
Nachbarorte sind Žahař, Černice und Mojné im Norden, Záhorkovice im Nordosten, Žaltice, Žalčické Samoty und Paseky im Osten, Zubčice im Südosten, Malčice im Süden, Zahrádka und Chabičovice im Westen sowie Svachova Lhotka im Nordwesten.

### Gemeindegliederung
Die Gemeinde Mirkovice besteht aus den Ortsteilen Chabičovice (Kabschowitz), Malčice (Maltschitz), Mirkovice, Svachova Lhotka (Fösselhof), Zahrádka (Zahradka) und Žaltice (Zaltitz). Grundsiedlungseinheiten sind Chabičovice, Malčice, Mirkovice, Svachova Lhotka, Zahrádka, Žaltice und Žaltické Samoty.
Das Gemeindegebiet gliedert sich in die Katastralbezirke Chabičovice, Malčice, Mirkovice, Zahrádka u Mirkovic und Žaltice.

### Nachbargemeinden
| Přísečná      |                                             | Mojné   |
| Český Krumlov | Kompassrose, die auf Nachbargemeinden zeigt |         |
| Přídolí       | Věžovatá Pláně                              | Zubčice |

## Geschichte
Die erste Nachricht über den Ort Mirokowicz stammt aus dem Jahre 1362.

## Sehenswürdigkeiten
- Mehrere Vierseithöfe im böhmischen Bauernbarock sowie der Franzenhof mit gotischer Scheuer[6]